# 隠し剣
『隠し剣』（かくしけん）は、藤沢周平著の短編時代小説のシリーズ名。ただし主人公は毎話ごとに違い、話もそれぞれ独立している。各短編の内容は、「隠し剣」と呼ばれる秘伝の絶技を身に着けた武芸者（主人公でない場合も含む）が、周囲の状況に巻き込まれて「隠し剣」を披露するまでを描いている。また、各短編の題名は「内容を示す単語」＋「剣」＋「隠し剣の技名」で統一されている。

## 概要
断続的に1976年から1980年まで『オール讀物』に掲載された16編の短編小説と、『別冊文藝春秋』に発表された短編小説1編を含む。単行本としては『隠し剣孤影抄』『隠し剣秋風抄』の2冊に纏められている。
- 『隠し剣孤影抄』（かくしけんこえいしょう）
  - 『オール讀物』1976年10月号から1978年3月号に掲載。但し「宿命剣鬼走り」は『別冊文藝春秋』1979年春季号。
  - 1981年文藝春秋刊。1983年文春文庫: ISBN 978-4167192389。
  - 収録作
    - 「邪剣竜尾返し」
    - 「臆病剣松風」
    - 「暗殺剣虎ノ眼」
    - 「必死剣鳥刺し」
    - 「隠し剣鬼ノ爪」
    - 「女人剣さざ波」
    - 「悲運剣芦刈り」
    - 「宿命剣鬼走り」
- 『隠し剣秋風抄』（かくしけんしゅうふうしょう）
  - 『オール讀物』1978年7月号から1980年7月号に掲載。
  - 1981年文藝春秋刊。1984年文春文庫: ISBN 978-4167192396。
  - 収録作
    - 「酒乱剣石割り」
    - 「汚名剣双燕」
    - 「女難剣雷切り」
    - 「陽狂剣かげろう」
    - 「偏屈剣蟇ノ舌」
    - 「好色剣流水」
    - 「暗黒剣千鳥」
    - 「孤立剣残月」
    - 「盲目剣谺返し」

## 各話のあらすじ

### 隠し剣孤影抄
邪剣竜尾返し
檜山絃之助は、赤倉不動のお籠もりで美貌の女から誘惑され床を共にする。ところがそれは赤沢弥伝次の妻であって、赤沢は絃之助に脅しをかけてきた。赤沢はかねてより絃之助との立ち会いを望んでおり、絃之助が応じようとしないため、妻を使って立ち会わざるを得ないよう罠にかけたのである。絃之助は、藩の指南役であった父がかつて工夫した秘剣について教えを請おうと、父の元に向かう。ところが、父は中風のために口が不自由になっていた。
臆病剣松風
藩主の叔父吉富兵庫は、世継ぎである和泉守を廃して、我が子を世継ぎにすることを画策していた。和泉守の毒味役が倒れたことで、いよいよ危機感を煽られた筆頭家老の柘植益之助は、父親が剣の名手であった宮嶋彦四郎に、和泉守の警護役を推薦するよう願う。ところが、彦四郎が推薦したのは、妻にも軽んじられるほどの臆病者、瓜生新兵衛であった。
暗殺剣虎ノ眼
組頭牧市右ェ衛門が、城からの帰り道に何者かに襲われて絶命した。嫡男である達之助は、当初執政会議で父と対立していた中老の戸田織部を疑う。しかし、戸田本人は執政会議での対立のからくりを達之助に説明し、市右ェ衛門に遊興を批判された藩主が、虎ノ眼という秘剣を使う刺客によって、市右ェ衛門をお闇討ちにしたのではないかと語った。
必死剣鳥刺し
藩主の愛妾連子は、藩政に口を挟んで混乱を生じさせていた。これを憂いて連子を刺殺した兼見三左ェ門に与えられた処分は、驚くほど寛大なものであったばかりか、謹慎の後、三左ェ門は近習頭取に取り立てられ、藩主のそば近くに仕えることになった。そんなある日、中老の津田民武から三左ェ門に密命が下る。それは、藩主家の別家当主であり家老である帯屋隼人正が、藩主を殺害しようとしているため、これを防げというものであった。
隠し剣鬼ノ爪
上司を斬って重傷を負わせた咎で郷入りとなっていた狭間弥市郎が、牢を破り近隣の民家に人質を取って立てこもった。そして、狭間と剣術道場の同門であり、好敵手であった片桐宗蔵を討手に指名する。狭間は、自分こそ伝えられるはずであると信じていた秘剣鬼ノ爪が、宗蔵に授けられたことを不満に思っていた。討手に指名された夜、狭間の妻が宗蔵の元を訪ねてきて、狭間を逃がすよう懇願した。
女人剣さざ波
浅見俊之助は、美貌にほど遠い妻の邦江を疎んでおり、芸妓のおもんとの情事にふけっている。その一方で、彼は家老の筒井兵左衛門の命により、今は政治の表舞台から姿を消している本堂修理の派閥の動向を探っていた。そんなとき、本堂派の遠山左門がおもんを斬殺し、俊之助に果たし合いを申し込んできた。剣の腕に自信の無い俊之助は、ふと邦江に対して素直な気持ちになり、せめてひと太刀との決死の覚悟を伝えた。しかし、女だてらに剣の遣い手である邦江は、遠山の剣技を見知っており、夫の腕ではひと太刀も届くことはないと考える。
悲運剣芦刈り
曾根炫次郎の兄が突然病死した。曾根家の行く末を決める親族会議の結果、兄の妻であった卯女は一周忌の後に実家に帰り、跡を継いだ炫次郎が以前から定まっていた許嫁を妻に迎えるということになった。しかし、ある時卯女が炫次郎の寝所に忍び込んできて、その後二人はたびたび情事を重ねるようになった。そして、いつまでも実家に帰ろうとしない卯女やそれを許している炫次郎に対して、次第に周囲から奇異の目が集まり始める。
宿命剣鬼走り
大目付を辞して隠居した小関十太夫の跡継ぎである鶴之丞が、伊部伝七郎との果たし合いで死んだ。互いに死闘を尽くした上でのことだと思われたが、伝七郎が生きており、その取り巻き2名の葬式が密かに行なわれたことを十太夫は掴む。一対一の尋常な勝負でなく、卑怯にも伝七郎に加勢があったことは明らかであった。

### 隠し剣秋風抄
酒乱剣石割り
次席家老の会沢志摩が、道場主の雨貝新五左ェ門の元を訪ね、剣豪である松宮左十郎を斃すことができる門弟を推薦させた。左十郎の父久内は側用人であり、西国屋と癒着して私腹を肥やしていた。その粛清を行なうには左十郎の存在が邪魔なのである。雨貝が推薦した弓削甚六は、秘剣石割りを難なく習得するほどの天才剣士だが、無類の酒好きで、しかもひどい酒乱の癖があった。会沢は甚六に左十郎の成敗を任せることにし、事が済むまでの禁酒を命じた。しぶしぶその命に従った甚六であったが、いよいよ左十郎を成敗するために城中に身を潜めていたとき、言いようもない心の乱れを感じ、酒を求めて台所に飛び込んでいった。
汚名剣双燕
河西伝八郎が同僚を斬った時、彼と共に道場の三羽烏に数えられる八田康之助が立ちふさがった。しかし、康之助は刀を抜くことなく道を空け、伝八郎の逃走を許してしまう。以来、康之助は臆病者という汚名を着せられ、侮られていた。康之助は臆して剣を抜かなかったのではなく、伝八郎の妻となったあこがれの人、由利の存在がそうさせたのであった。ところが、伝八郎が討手に斬られてから、由利は男遊びを繰り返し、今は三羽烏のもう1人、関光弥と付き合っているという噂が康之助の耳に入る。
女難剣雷切り
佐治惣六は女房運に恵まれず、最初の妻とは死別し、その後迎えた2人の妻に逃げられて、今は無妻で子もいない。惣六は剣豪であり、10年前に凶悪な盗賊たちを1人で切り伏せる働きも見せたが、それも今では全く忘れ去られている。そして人々は、惣六がじじむさい風貌に似合わず、すぐに女中に手を出すという噂を笑いの種にしていた。そんなある日、惣六は物頭の服部九郎兵衛の紹介で、4人目の妻を迎える。妻の嘉乃は物静かで従順だったが、惣六は嘉乃の態度に不審を抱き始めた。
陽狂剣かげろう
佐橋半之丞は、剣の師である三宅十左ェ門の次女、乙江と祝言を控えていた。ところが、乙江を若殿の側室に差し出すようにとの命が三宅に下る。たとえ乙江が若殿の召しを拒否したとしても、藩士である自分が若殿を袖にした女を妻に迎えるわけにはいかないと考えた半之丞は、乙江が心置きなく江戸に向かうことができるよう、気が触れたと偽ることにした。初めは、それは単なる演技のはずであった。しかし、次第に演技と真の狂気の境界が曖昧になり始める。
偏屈剣蟇ノ舌
首席家老の間崎新左ェ門との政権争いに破れ、執政府から追い出された先の首席家老の息子、山内糺は、近年急速に力をつけ、中老の座に座るまでになっていた。そして、大目付に山内派の植村弥吉郎が就任することになった。過去の不正を暴かれて失脚することを恐れた間崎は、自分の派閥に属さない刺客を立てて、剣の達人である植村を暗殺しようと考える。白羽の矢が立ったのは、偏屈で有名な馬飼庄蔵であった。
好色剣流水
三谷助十郎は、井哇流の遣い手としての名声の一方、家中きっての好色な人物としてもその名を知られている。実際、結婚に2度失敗し、後家との浮き名も流したことがある。そして、現在の助十郎は、近習頭取服部弥惣右ェ門の妻、迪に心を奪われ、迪が外出するたびに後をつけ回していた。そんなある日、迪は助十郎を誘うように、人気の無い場所に向かって歩んでいく。
暗黒剣千鳥
三崎修助は、道場仲間の戸塚伊織が何者かに殺されたと聞かされる。その5日前にも、別の道場の服部繁之丞が殺されたばかりであった。2人とも、家中の若者の中で屈指の遣い手であったが、いずれも一太刀のもとに斬られていた。実は2人は、修助と共に次席家老牧治部左ェ門の密命を受け、奸臣とされる明石嘉門を闇討ちにした5人組の一員であった。修助も襲われかけ、残る2人も次々と命を落とす中、修助の師である曾我平太夫は、刺客の剣癖が曾我道場に伝わる暗殺剣千鳥に似ていると語った。
孤立剣残月
15年前、小鹿七兵衛は鵜飼佐平太を上意討ちにした。その佐平太の弟半十郎が、このたび藩主の思し召しによって鵜飼家を再興することになったが、藩主と共に帰国した際、七兵衛に果たし合いを申し込むつもりだという。もちろん、七兵衛にとってそんなことは理不尽きわまりないが、その背後には藩内の権力争いが横たわっており、果たし合いは避けられそうになかった。41歳になり、すっかり体がなまってしまった七兵衛は、このままではあっさり斬られるだろうと覚悟しながらも、かつて左平太への討手に決まったとき、師匠に伝授された秘剣残月を思い出そうとしていた。
盲目剣谺返し
毒味役の三村新之丞が、古い笠貝の毒に当たって失明してから1年半、彼は妻の加世の不倫を疑っていた。事実、加世が近習組頭島村藤弥と密通していることが明らかとなり、それが三村家の家名存続を島村に尽力してもらうための代価であったことを知ったとき、新之丞は加世を成敗せずに離縁するのみに留めた。しかし、家名が存続し、家禄もそのままに据え置かれたのが、島村の尽力のおかげでなく藩主の思し召しによるものだということが判明する。その日、新之丞は武士の一分を立てるため、島村に果たし合いを申し込んだ。曰く「盲人とみて侮るまい」と。

## 映像化
このシリーズの「隠し剣鬼ノ爪」は映画『隠し剣 鬼の爪』として、「盲目剣谺返し」は昭和58年1月23日の「花王名人劇場」内のドラマ『闇の中に薫る』と映画『武士の一分』として、「必死剣鳥刺し」は映画『必死剣 鳥刺し』として、「宿命剣鬼走り」は昭和56年12月11日に「時代劇スペシャル」の一篇『宿命剣鬼走り』として、「孤立剣残月」は平成3年3月22日にドラマ『残月の決闘』として、それぞれ映像化されている。
また「邪剣龍尾返し」は名前こそ登場しないものの、映画『隠し剣鬼の爪』作中にて、主人公がそれと思しき技を戸田寛斎より伝授され、果たし合いで用い、対戦者から「卑怯な騙し技」と罵られるという形で映像化されている。

## 舞台
演劇集団キャラメルボックスによって、2013年2月23日~3月10日にサンシャイン劇場、3月14日~17日にサンケイホールブリーゼにてハーフタイムシアターで上演された。脚本・演出は成井豊+真柴あずき。
SIBERIAN NEWSPAPERが今作の為に劇中化を書下ろしした。
また毎公演西川浩幸が前説で登場し、事前に寄せられた質問に答える「ほぼ前説」がおこなわれた。

### 出演

#### 隠し剣鬼ノ爪
- 片桐宗蔵 - 畑中智行
- きえ - 実川貴美子
- 狭間弥市郎 - 左東広之
- 狭間結女 - 岡内美喜子
- 堀直弥 - 阿部丈二
- 首藤才助 - 多田直人
- 尾形久万喜 - 小多田直樹
- 小野治兵衛 - 岡田達也
- 大蔵 - 菅野良一
- 高畠 - 筒井俊作
- 戸沢 - 鍛治本大樹

#### 盲目剣谺返し
- 三村新之丞 - 大内厚雄
- 三村加世 - 温井摩耶
- 島村藤弥 - 三浦剛
- 山崎以寧 - 坂口理恵
- 山崎兵太 - 筒井俊作
- 徳平 - 菅野良一
- 草薙崗助 - 鍛治本大樹
- 小野 治兵衛 - 岡田達也
- 大江 - 阿部丈二
- 遊佐 - 多田直人
- 鮭川 - 小多田直樹

## 参照
1. ↑  “演劇集団キャラメルボックスハーフタイムシアター『隠し剣鬼ノ爪』『盲目剣谺返し』”.   演劇集団キャラメルボックス. 2012年11月15日閲覧。
2. ↑  “時代劇ハーフタイムシアター『隠し剣鬼ノ爪』&『盲目剣谺(こだま)返し』の舞台美術&音楽会議でした。音楽はSIBERIAN NEWSPAPER!!”.   加藤昌史. 2013年1月19日閲覧。
3. ↑  “スペシャル企画「西川浩幸のほぼ前説」”.   演劇集団キャラメルボックス. 2013年3月17日閲覧。